# زنبق خونین
زنبق خونین، زنبق سنگونیا(نام علمی: Iris sanguinea) نام یک گونه از سرده زنبق است.